# كيس دي كورفر
كيس دي كورفر (بالهولندية: Kees de Korver)‏ هو مجدف هولندي، ولد في 9 يوليو 1951 في خوريكوم في هولندا.

## وصلات خارجية
- كيس دي كورفر على موقع الاتحاد الدولي للتجديف (الإنجليزية)
- كيس دي كورفر على موقع أوليمبيديا (الإنجليزية)